# Fin Island
Fin Island är en ö i Kanada.   Den ligger i Regional District of Kitimat-Stikine och provinsen British Columbia, i den sydvästra delen av landet, 3 900 km väster om huvudstaden Ottawa. Arean är 12,7 kvadratkilometer.
Terrängen på Fin Island är platt. Öns högsta punkt är 181 meter över havet. Den sträcker sig 6,1 kilometer i nord-sydlig riktning, och 5,0 kilometer i öst-västlig riktning.
Trakten runt Fin Island är nära nog obefolkad, med mindre än två invånare per kvadratkilometer.